# Neocoelostoma xerophila
Neocoelostoma xerophila är en insektsart som beskrevs av Hempel 1932. Neocoelostoma xerophila ingår i släktet Neocoelostoma och familjen pärlsköldlöss. Inga underarter finns listade i Catalogue of Life.